# Уоласеа
Уоласеа е биогеографски район в централната част на Малайския архипелаг, разположена между островите Бали, Борнео и Нова Гвинея. Регионът се отличава от другите биогеографски райони най-вече поради уникалната си флора и фауна, която смесва азиатски и австралийски растителни и животински видове и типично ендемични за тези острови видове.

## География
Уоласеа обхваща островите Сулавеси, Молукските острови и Малките Зондски острови на изток от Бали. Тази биогеографска област обхваща всички островни групи, разположени между Борнео и Бали от запад и Нова Гвинея от изток. В Индонезия те се наричат с общото название Нуса Тенгара.
Регионът Уоласеа носи името на британския изследовател Алфред Уолъс, проучвал района между 1854 и 1862 г. Той открива, че съществуват разлики в растителността и животинския свят между Уоласеа и островите на запад от нея - Борнео, Ява, Бали и Суматра, които са обединени в биогеографския район Сундаланд. На последните се срещат типично азиатски видове, които липсват в Уоласеа. За сметка на това повечето видове от Уоласеа са типични само за тази област.

## Флора и фауна
Уоласеа е с уникален растителен и животински свят. По-голямата част от региона е покрит с екваториални гори. Тук има и високи планини - най-вече на Сулавеси, и множество вулкани. Това създава разнообразни местообитания, а оттам - и разнообразие във флората и фауната. Тук се срещат както типични за Азия видове, така и австралийски видове. Причина за това е междинното положение на Уоласеа между Борнео, Ява и Бали от една страна с азиатски флора и фауна и Нова Гвинея от друга с типичната за нея флора и фауна с австралийски черти.
.
По-голям е броят обаче на австралийско-новогвинейските видове, което се дължи на по-голямата близост до Нова Гвинея по време на Последния ледников период, когато нивото на океана е било по-ниско от съвременното и някои острови на изток от Молукските острови са били сухоземно свързани с втория по големина остров на Земята. Така видовете по-лесно се разпространили, а до други острови, като Сулавеси и Малките Зондски острови, са се разпространили благодарение на малките разстояния.
Голяма част от флората и фауната на островите обаче е ендемична. Уоласеа е дом на около 1530 вида птици (36% от които се срещат само тук), над 330 вида бозайници (от които 60% са ендемити). Изключително много ендемити има и сред земноводните, влечугите и рибите. Огромно е разнообразието в света на насекомите. Причина за този огромен брой ендемити, уникален в световен мащаб, е изолираността на островните групи. Тя е започнала преди около 5 милиона години, когато Сулавеси се отделя от Борнео, с който е сухоземно свързан дотогава, а някои от Молукските острови се отделили от Нова Гвинея. Така растенията и животните на островите останали изолирани и се обособили много нови видове, които не се срещат нито в Азия, нито в Австралия или Нова Гвинея.
Най-известни сред ендемитите на Уоласеа са сулавеските макаци, вид маймуни, а също и комодски варан, биволът аноа и множество птици и жаби.

## „Едем“ на водния свят
Разнообразието на организмите на сушата в Уоласеа е голямо, но то не може да се сравни с това на моретата в тази област. Кораловите рифове в тази част на Индонезия са най-богатите на живот в света. Тук се срещат повече от 1800 вида риби, над 700 вида корали. Разнообразието на рифовете тук е доста по-голямо дори от това на Големия бариерен риф край Австралия. За сравнение само във водите на островите Раджа Ампат, разположени между Молукските острови и Нова Гвинея, се срещат 3 пъти повече видове риби отколкото в цялото Карибско море и 20 пъти повече видове корали. Никъде другаде в Световния океан не се срещат толкова много биологични видове. Счита се, че много все още не са открити. Само за последните няколко години тук са разкрити повече непознати на науката видове откъдето и да е в света.
Причина за това разнообразие е, че тук се срещат водите на 2 океана – Тихия и Индийския. Така във водите на Уоласеа се срещат организми, типични и за двата океана. Освен това по време на Последния ледников период някои водоеми били изолирани между островите, заради понижилото се тогава морско равнище. Така, подобно на изолацията на сушата, и тук се развили ендемични видове риби, корали и други организми.